# Neocompsa comula
Neocompsa comula är en skalbaggsart som beskrevs av Martins 1970. Neocompsa comula ingår i släktet Neocompsa och familjen långhorningar.
Artens utbredningsområde är Costa Rica. Inga underarter finns listade i Catalogue of Life.